# Christy Bush
Christine Bush Fogarino – amerykańska fotografik związana z Bespoke Gallery w Chelsea w Nowym Jorku.
Po ukończeniu szkoły średniej Wheeler High School (Marietta) w 1988, skończyła University of Georgia. Następnie przeprowadziła się do Nowego Jorku i została asystentką fotografa. Jest znana z wystawy “Soundtrack to Nothing".
Jej mężem jest perkusista Interpolu Samuel Fogarino, z którym pobrała się w lutym 2006. 8 lipca 2009 urodziła im się córka Francesca Cecil Fogarino.